# Pentaceros wheeleri
Pentaceros wheeleri is een straalvinnige vissensoort uit de familie van harnashoofdvissen (Pentacerotidae). De wetenschappelijke naam van de soort werd voor het eerst geldig gepubliceerd in 1983 door Hardy als Pseudopentaceros wheeleri.